# فرانك هيوز (لاعب هوكي جليد)
فرانك هيوز هو لاعب هوكي جليد كندي، ولد في 1 أكتوبر 1949 في Fernie, British Columbia ‏ في كندا.

## وصلات خارجية
- فرانك هيوز على موقع دوري الهوكي الوطني (الإنجليزية)
- فرانك هيوز على موقع قاعة مشاهير الهوكي (لاعب أن.إتش.أل) (الإنجليزية)
- فرانك هيوز على موقع EliteProspects.com (الإنجليزية)
- فرانك هيوز على موقع HockeyDB.com (الإنجليزية)
- فرانك هيوز على موقع Hockey-Reference.com (الإنجليزية)